# Цветочный пассаж

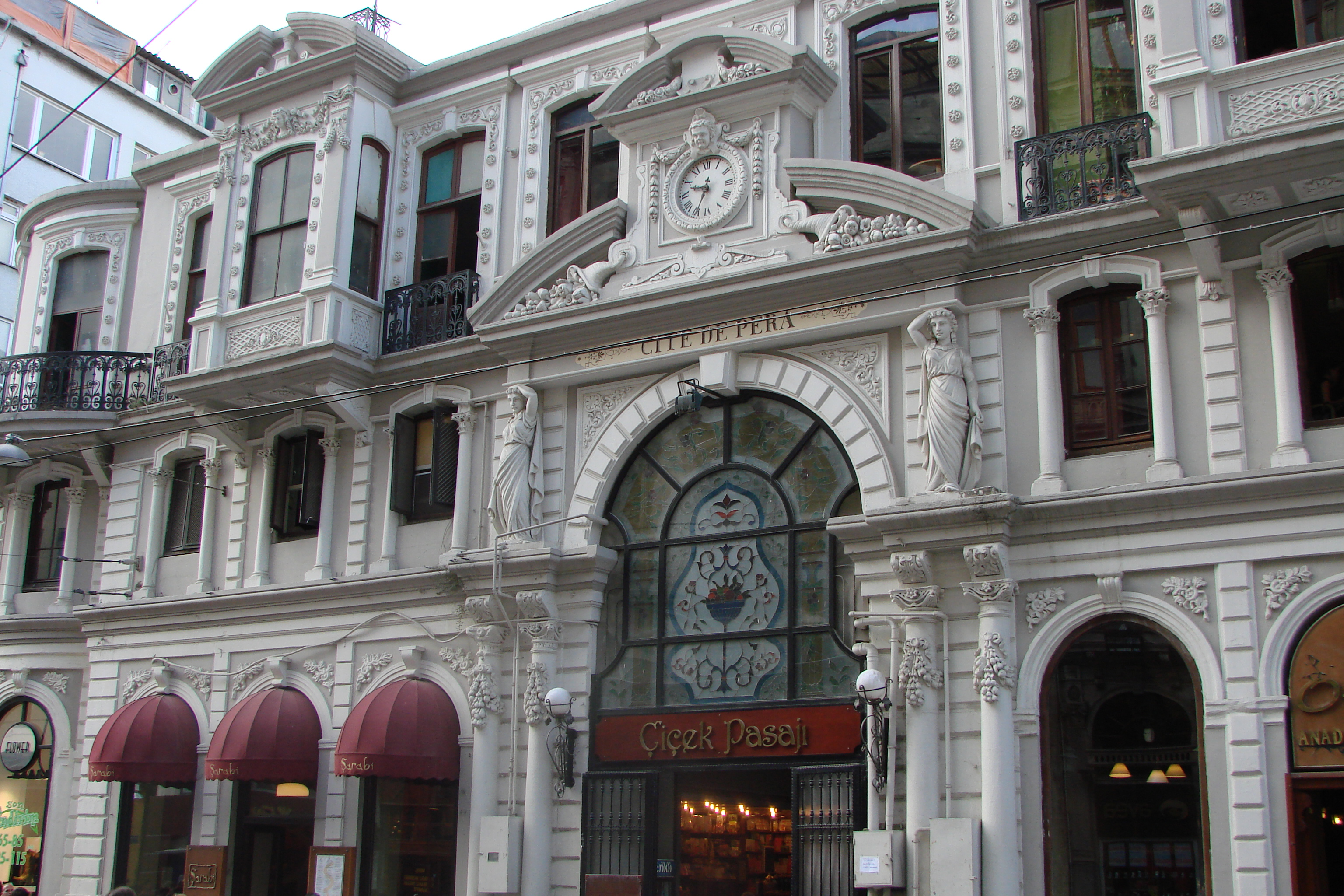
Главный вход в Цветочный пассаж (Cité de Péra) на улице Истикляль.

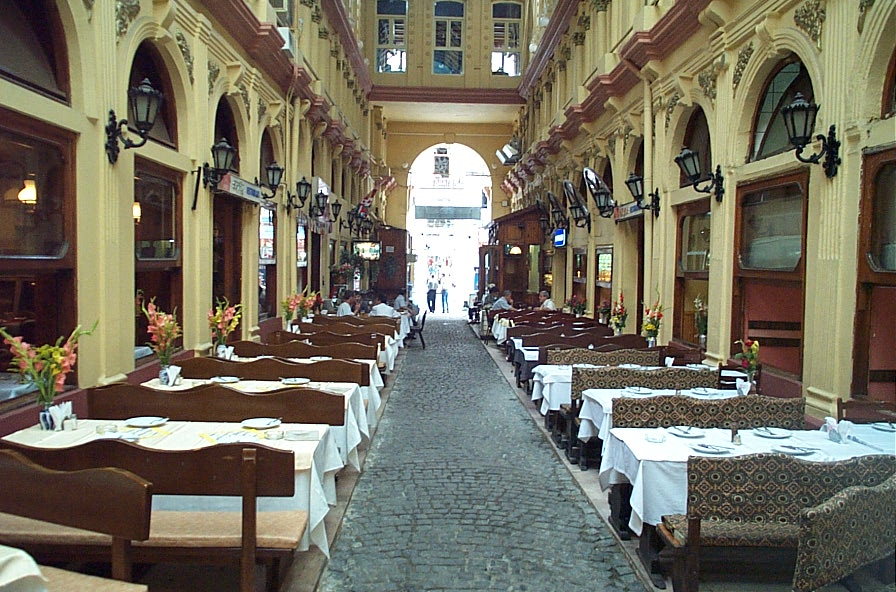
Ряд ресторанов с видом на главный вход на улице Истикляль.

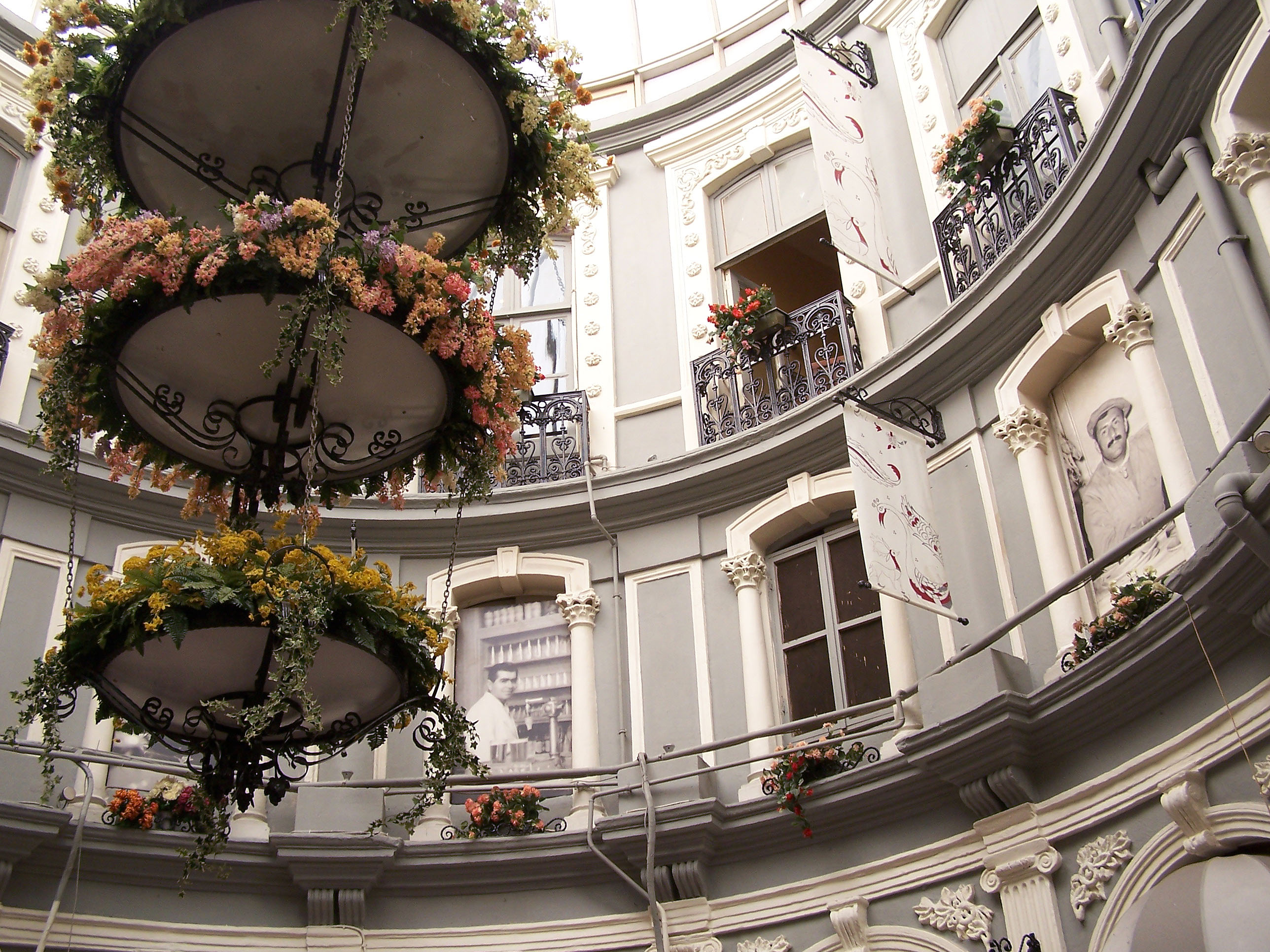
Вид на стеклянный купол и крышу над атриумом.

Цветочный пассаж (тур. Çiçek Pasajı), первоначально назывался Cité de Péra, — известный исторический пассаж (галерея или аркада) на улице Истикляль в стамбульском районе Бейоглу. Он соединяет улицы Истикляль и Сахне.

## История
Открытый в 1876 году Цветочный пассаж представляет собой крытую галерею с рядами исторических кафе, винных баров и ресторанов.
На месте нынешнего Цветочного пассажа ранее располагался театр братьев Наум, который серьёзно пострадал во время пожара в Пера в 1870 году. Театр часто посещали султаны Абдул-Азиз и Абдул-Хамид II, там же опера Джузеппе Верди «Трубадур» была поставлена раньше чем в оперных театрах Парижа.
После пожара в 1870 году театр был выкуплен местным греческим банкиром Христаки Зографосом. На его месте было построено нынешнее здание Цветочного пассажа по проекту архитектора Клеантиса Занноса, носившее название Cité de Péra или Hristaki Pasajı (Пассаж Христаки) в первые годы своего существования. Yorgo'nun Meyhanesi  стал первым винным баром, открытым в Цветочном пассаже. В 1908 году великий визирь Мехмед Саид-паша приобрёл здание, которое стало называться Sait Paşa Pasajı (Пассаж Саид-паши).
После русской революции 1917 года многие обедневшие русские дворянки, в том числе баронесса, торговали цветами в этом пассаже. К 1940-м годам здание было в основном занято цветочными магазинами, что и дало ему нынешнее турецкое название Цветочный пассаж.
После реставрации здания в 1988 году Цветочный пассаж был открыт как галерея баров и ресторанов.
Самая недавняя реставрация Цветочного пассажа была произведена в декабре 2005 года.